# Rind Kirke
Rind Kirke Ligger syd for Herning, og hører under Rind Sogn, sammen med Kollund og Kølkær Sogne. Den består af romansk kor og skib med sengotisk tårn og våbenhus. De romanske dele er opført i granitkvadre som så mange typiske jyske kirker. Over både nord og syddøren ligger der overliggere "tympanoner", som viser slægtskab med Gjellerup Kirkes overliggere, og derfor antages det at bygherren kan have været den samme. Kirken må derfor må være opført omkring midten af 1100 tallet. Kirken blev ombygget i 1898, og det indre restaureret i 1962. I 1994 blev der opført et dåbsventeværelse på nordsiden, med indgang via den tidligere tilmurede norddør.

## Inventar

### Altertavlen
Altertavlen er udført i renæssancestil, og prædikestolen er i barok fra 1722.

### Døbefonten
I den romanske døbefont ligger et nederlandsk dåbsfad fra 1625.

### Loftsskibet
Skibsmodellen er ophængt midt i skibet, og er Fregatten Jylland.

### Orgelet
Orgelet er fra 1963.

### Kirkeklokken
Klokken er støbt i 1947.

## Kirkegården
På kirkegården findes en mindesten over en af de sidste repræsentanter for "natmandsfolket" Kasper Madsen, kaldet Kjælle Kasper.

## Eksterne kilder og henvisninger
- Rind Kirke hos KortTilKirken.dk